# Dolichopeza (Nesopeza) noctipennis
Dolichopeza (Nesopeza) noctipennis is een tweevleugelige uit de familie langpootmuggen (Tipulidae). De soort komt voor in het Oriëntaals gebied.